# Besnica, Ljubljana
Besnica je razpotegnjeno naselje v Mestni občini Ljubljana. Razteza se v dolini ob istoimenskem potoku Besnica, vzhodno od Ljubljane. Naselje sestoji iz dveh delov, in sicer iz Srednje in Zgornje Besnice.
Najlažji dostop iz Ljubljane v Besnico je preko Sostra ali preko Zaloga in Podgrada. Ob delavnikih skozi naselje vozita redni mestni avtobusni liniji št. 10 in 26.
Iz Srednje Besnice vodi označena pešpot skozi naselje Gabrje pri Jančah na Janče (792 m).